# Hans-Joachim Uthke

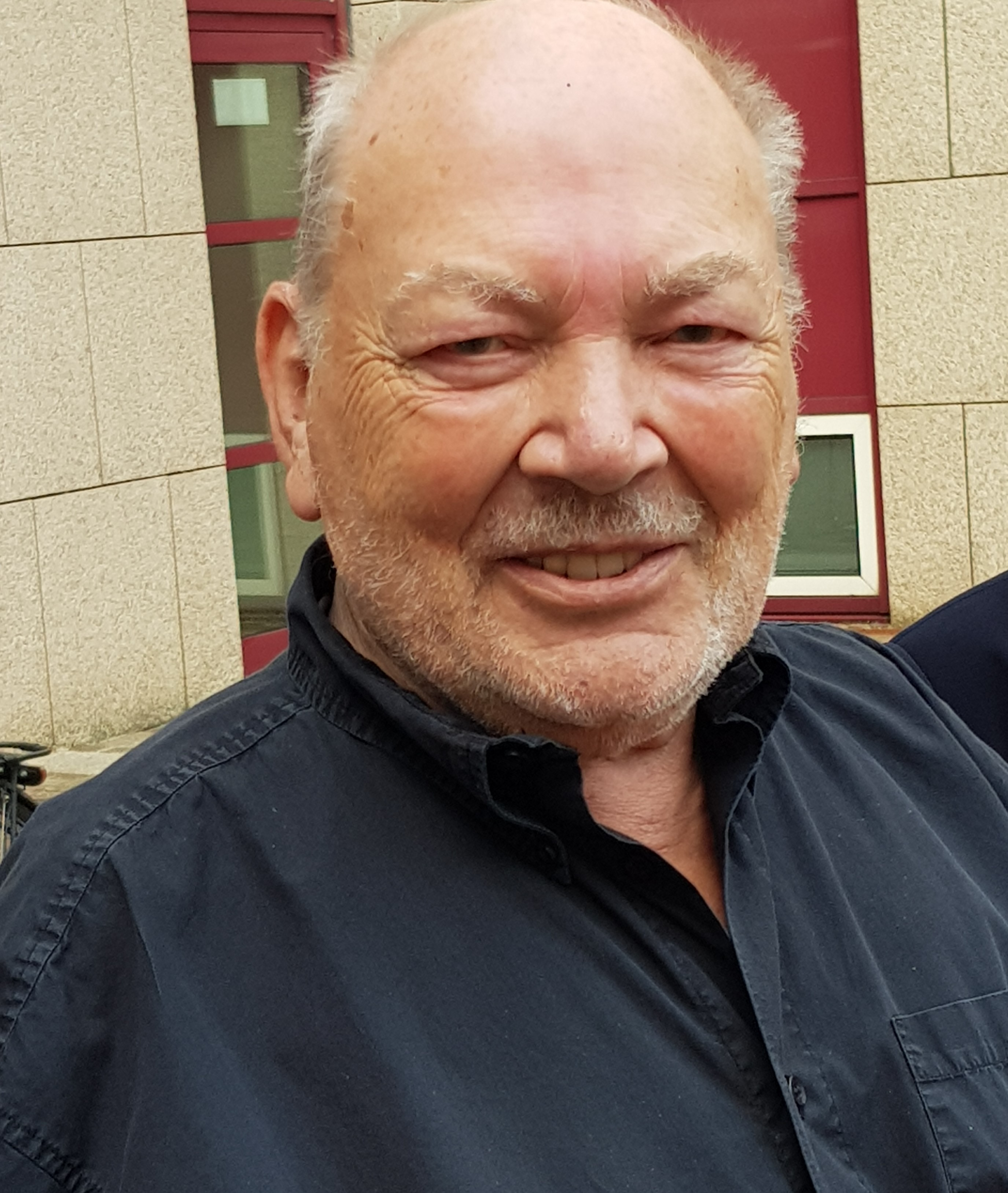
Hans-Joachim Uthke (2021)

Hans-Joachim Uthke  (* 23. Mai 1941 in Kalwe, im Landkreis Stuhm (Westpreußen)), heute Kalwa, Teil der Landgemeinde Stary Targ, ist ein deutscher Grafiker und Aphoristiker.

## Leben
Hans-Joachim Uthke wuchs in Norddeutschland auf und studierte an der Famous Artist’s School bei Ben Nicholson. Er nahm Zeichenunterricht bei Klaus Spitzer (1932–2015) in Düsseldorf und studierte Radierung bei Jan Boomers (1927–1999) in Solingen, Lithografie bei Vladimír Suchánek in Prag und Alugrafie bei Hans Liess in Haan. Mit Liess entwickelte er Metallplatten für Lithographien – viel günstiger als mit dem üblichen Steindruckverfahren.
Als Gastkünstler lehrte er 1987 bis 1990 am North Cheshire College, Warrington (UK), Workshop „Radierung – Radiertechniken“. 1994 bis 2004 Teilnahme an der internationalen Künstlerkolonie Poaart in Slowenien.
Uthke lebt seit 1970 in Hilden im Kreis Mettmann. Sein Atelier ist in Hilden. Er ist Mitglied im Bergischen Künstlerbund und im Slowenischen Kulturverein Maribor (Hilden).

## Werk

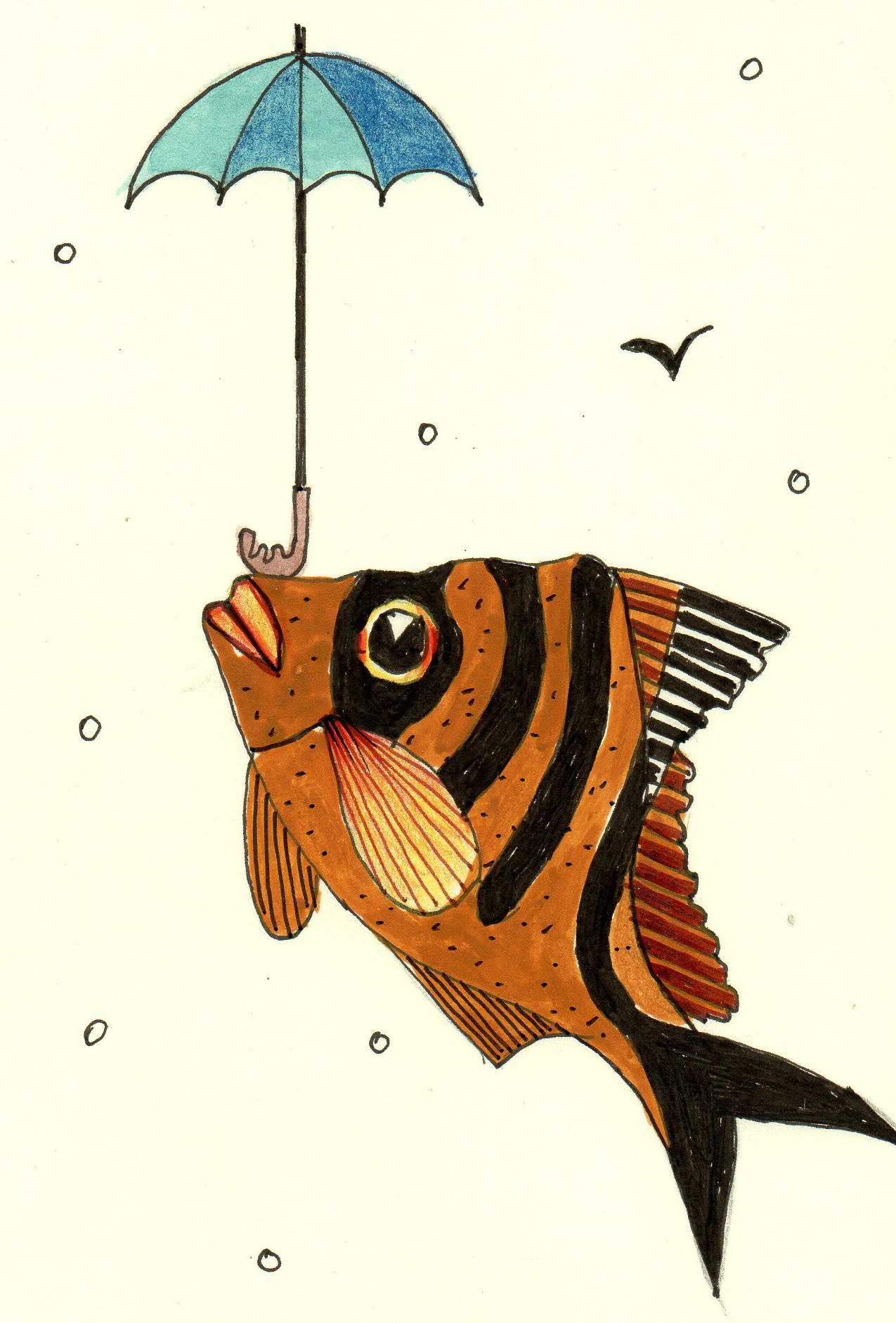
Der Fantasie sind keine Grenzen gesetzt, II, Aquarell, Tusche

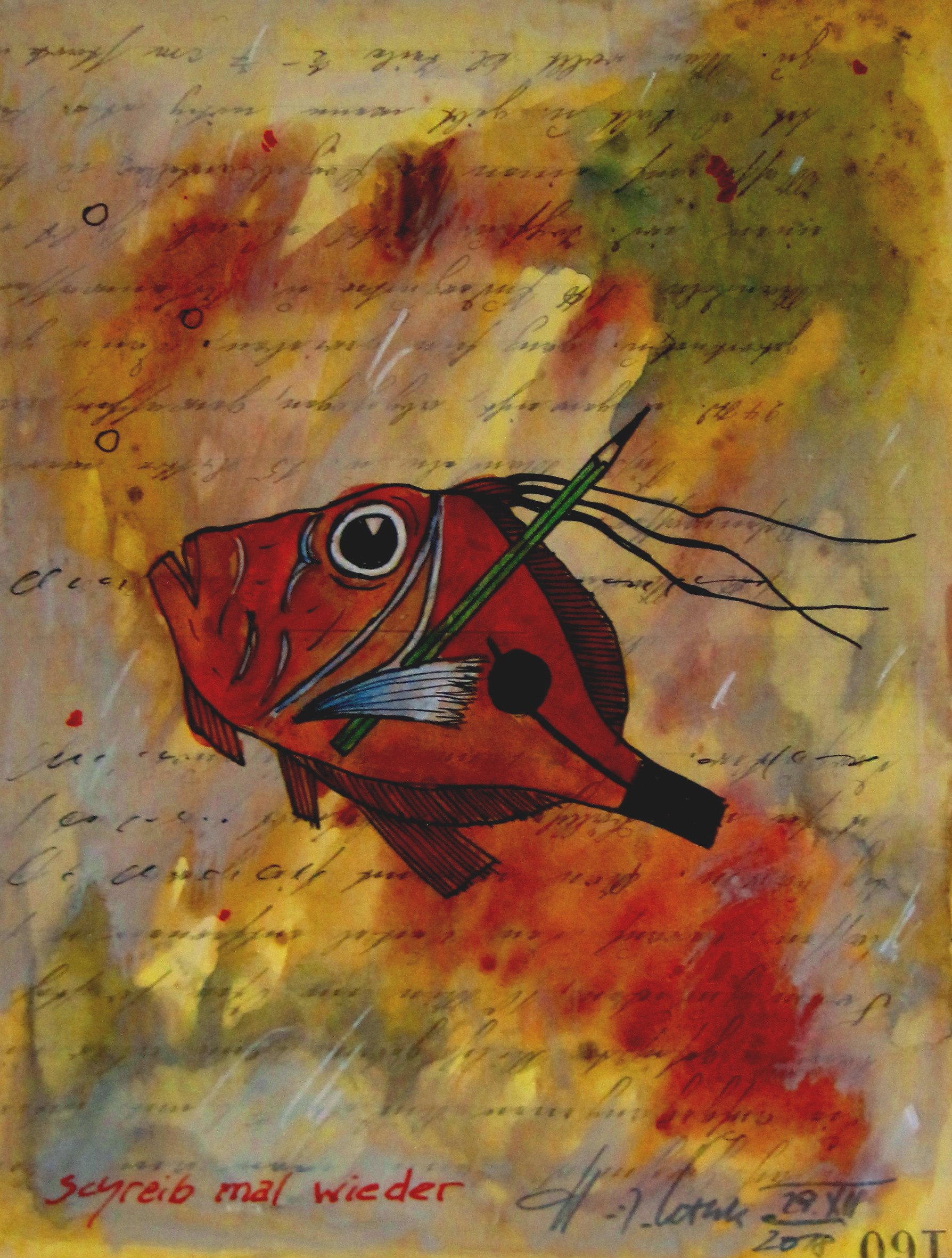
Schreib mal wieder, 2018, Collage, Aquarell, Tusche, Farbstift

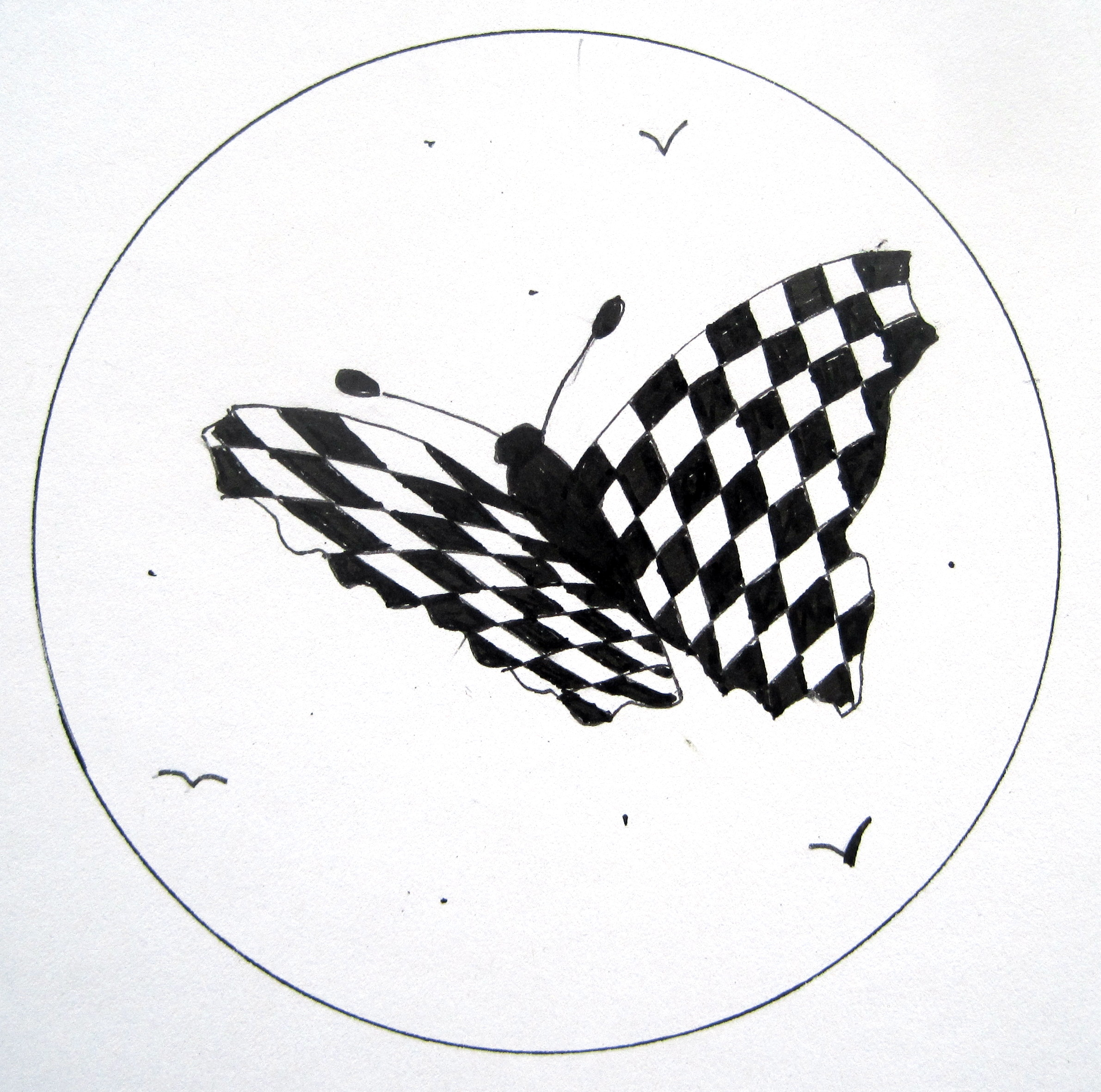
Hans-Joachim Uthke, schwarz-weiß kariert

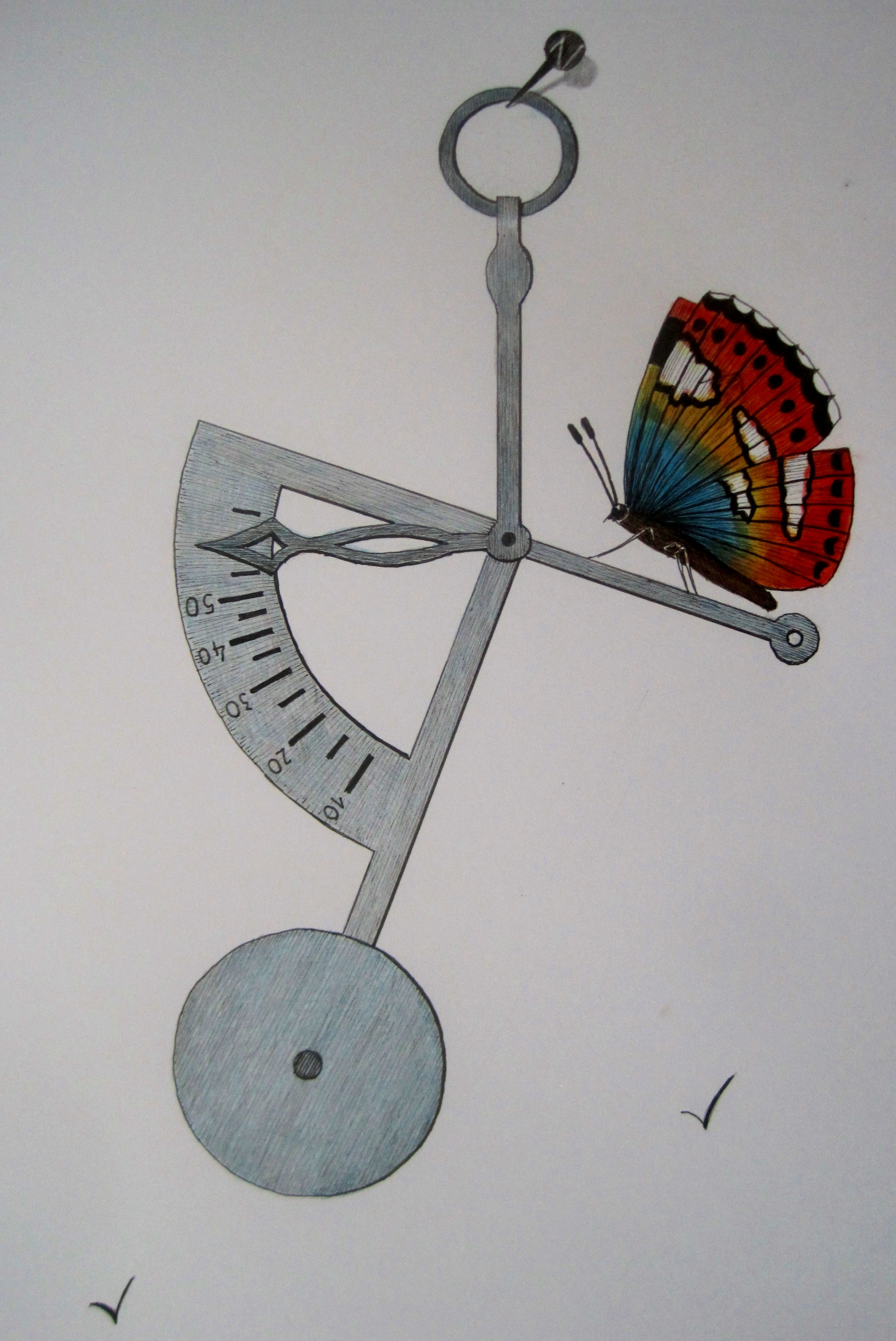
Gewichtet, 2018, Aquarell, Tusche, Farbstift

Uthke ist als Zeichner und Illustrator tätig und schafft Radierungen und Lithografien. Er schreibt und illustriert Aphorismen. Er greift aphoristische Gedanken auf und setzt sie mit Ironie – meist mit etwas Sarkasmus – in Zeichnungen und Radierungen um. In seinen Federzeichnungen stellt er alltägliche Impressionen, literarische Einflüsse, humorvolle Feuilletons und Gedankensplitter als Karikatur dar.

## Preise und Auszeichnungen
- 1978: Kunstpreis „Industriesymbol“, Ausschreibung der Mannesmann-Demag AG und des Lehmbruck-Museums; ausgestellt im Haus der Konstrukteure und Lehmbruck-Museum in Duisburg und auf der Hannover Messe
- 1988: 2. Preis, 42. Bergische Kunstausstellung, Deutsches Klingenmuseum Solingen
- 1991: Fabry-Medaille der Stadt Hilden in Bronze, für die künstlerische Zusammenarbeit mit den Partnerstädten der Stadt Hilden
- 2000: Ehrennadel in Gold „Poaart for Peace“, Maribor, Slowenien, für künstlerische Leistung und Einstellung zur Friedensidee
- 2004: Kunstpreis im Rahmen der internationalen Ausstellung zum EU-Beitritt Sloweniens, Rogatec, Slowenien
- 2006: Ehrenmedaille der Stadt Dobrodzien, Polen

## Ausstellungen
Seit 1982 stellte Uthke in über 370 Ausstellungen und Ausstellungsbeteiligungen, davon in 180 Einzelausstellungen aus. Die meisten dieser Schauen fanden im Kreis Mettmann, in der Region um Düsseldorf sowie in Wuppertal, Solingen und Remscheid statt. Im Ausland präsentierte er Einzelausstellungen und war an vielen Gemeinschaftsausstellungen beteiligt.

## Veröffentlichungen (Auswahl)
- Einzig das Lied überm Land. Lyrikband. 1985.
- Illustrationen zum Gedichtband von Jürgen Wilbert: Zweiheit. 1987
- Illustrationen zum Gedichtband von Jürgen Wilbert: Aphorismen. 1991
- Illustrationen zu Rolf Potthoff, Anselm Vogt, Reiner Klüting: Leitkultur? Kultur Light. Aphoristisches Wörterbuch zur Kulturkritik. Universitätsverlag Brockmeyer, Bochum 2007, ISBN 978-3-8196-0691-5.
- Gedanke, Bild und Witz. Aphorismen – Fachbeiträge – Illustrationen. Dokumentation zum 3. Aphoristikertreffen vom 6. bis 8. November in Hattingen/Ruhr. Zygmunt Januszewski. Universitätsverlag Brockmeyer, Bochum 2009, ISBN 978-3-8196-0735-6.
- Friedemann Spicker, Jürgen Wilbert: Größe im Kleinen – Der Aphorismus und seine Nachbarn. Illustrationen: Hans-Joachim Uthke, Zygmunt Januszewski. Universitätsverlag Dr. Brockmeyer, Bochum 2015, ISBN 978-3-8196-0987-9.
- Oliver Wirthmann, Eva Schmidt (Hrsg.): Der letzte Str(e)ich – Karikaturen zu Tod und Bestattung. Mit 30 Karikaturen von Hans-Joachim Uthke. Fachverlag des deutschen Bestattungsgewerbes, Düsseldorf 2016, ISBN 978-3-936057-53-9.
- „Placebo – Nocebo“ Die Macht der Gedanken über unsere Gesundheit. Katalog. Vertreten mit Illustrationen. Stadt Hilden, Wilhelm-Fabry-Museum, 2018, ISBN 978-3-940710-43-7.
- Friedemann Spicker, Jürgen Wilbert: Der Aphorismus im Rheinland. Illustrationen und Texte von Hans-Joachim Uthke. Edition Virgnes, 2018, ISBN 978-3-944011-87-5.
- Friedemann Spicker, Jürgen Wilbert, Zygmunt Januszewski: Der Aphorismus im Dialog. Illustrationen und Texte von Hans-Joachim Uthke. Edition Virgines, 2019, ISBN 978-3-948229-00-9.
- Friedemann Spicker, Jürgen Wilbert: Aphoristisches Schreiben Leitfaden mit kreativen Übungen, mit Zeichnungen und Cartoons von Zygmunt Januszewski, Pol Leurs und Hans-Joachim Uthke, Edition Virgines e.K. Düsseldorf 2021, ISBN 978-3-948229-29-0.
- Friedemann Spicker, Jürgen Wilbert: Wahrheit, Lüge, Täuschung; Anthologie zum Aphorismen-Wettbewerb 2022, Edition Virgines e.K. Düsseldorf 2022, ISBN 978-3-910246-06-5.